# Frances MacDonald

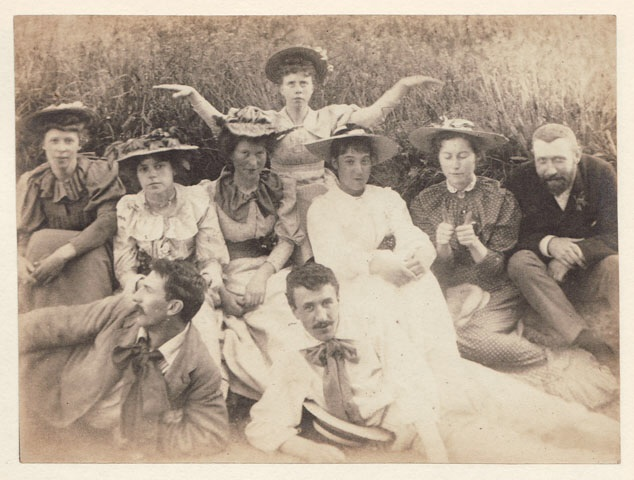
Studenten van de Glasgow School Of Art, achteraan met de armen gespreid Frances Macdonald, middenlinks haar zus Margaret, linksonder McNair, rechtsonder Mackintosh

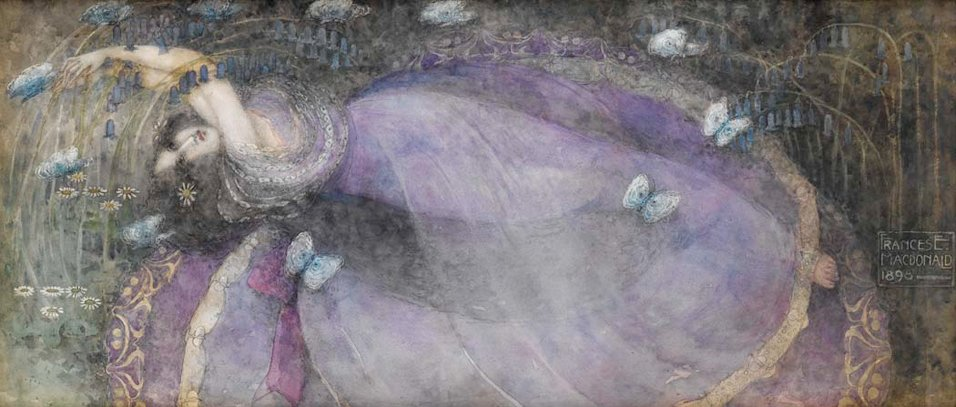
Ophelia, 1898

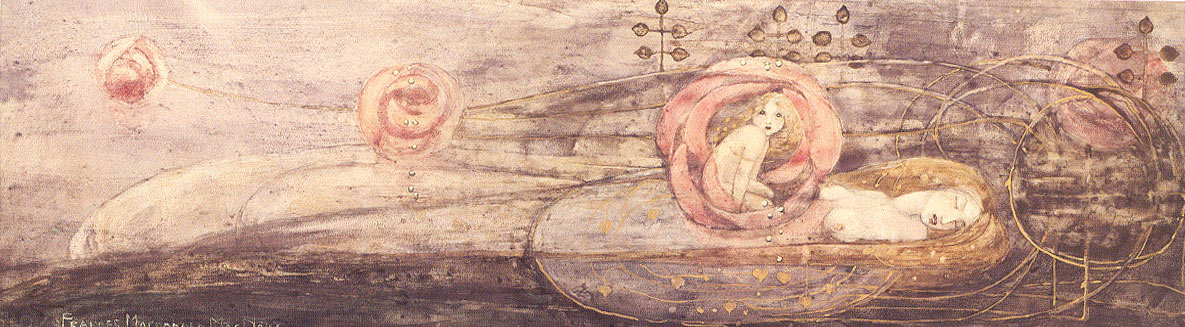
Sleeping Princess, 1909

Frances MacDonald (Kidsgrove, 24 augustus 1873 - Glasgow, 12 december 1921) was een Schots kunstenares. Ze was de zus van Margaret MacDonald, huwde met Herbert MacNair en geldt als een vooraanstaand vertegenwoordigster van de arts-and-craftsbeweging. Ook wordt ze wel gerekend tot de Glasgow Girls.

## Leven en werk
MacDonald was de dochter van een mijnbouwingenieur en verhuisde in 1890 met haar familie naar Glasgow. Daar schreef ze zich in 1891 in aan de Glasgow School Of Art, samen met haar zus Margaret. De twee zussen raakten er bevriend met medestudenten Herbert MacNair, met wie Frances in 1891 in het huwelijk zou treden, en met Charles Rennie Mackintosh, de latere architect, die met haar zus zou trouwen. Gevieren vormden ze een creatief gezelschap, dat in 1894 onder de naam "The Four" voor het eerst naar buiten trad tijdens een gemeenschappelijke expositie. Samen met haar MacNair vestigde ze zich in 1899 in Liverpool en namen ze deel aan diverse tentoonstellingen voor toegepaste kunst, ook internationaal.
MacDonald legde zich, net als haar zus en man, vooral toe op decoratieve kunsten, in een avantgardistische stijl die aansloot bij William Morris' arts-and-craftsbeweging, maar ook bij de secession-kunst van het vasteland. Ook de invloed van William Blake en Aubrey Beardsley is herkenbaar. Ze maakte behalve schilderijen en aquarellen met name veel boekillustraties, gravures, sieraden en textielontwerpen. Kenmerkend was haar elegante, vaak verticale lijnvoering. Keltische mythen vormden een belangrijke inspiratiebron, doorgaans met een mystieke en symbolistische betekenis. In haar latere werk  na 1900 waren huwelijk en moederschap de centrale thema's.
MacDonald volgde haar man in 1900 naar Liverpool en keerde in 1909 weer naar Glasgow terug. Ze overleed in 1921, op 48-jarige leeftijd, mogelijk door zelfdoding. Bij haar overlijden had ze geen bijzondere bekendheid, maar na haar dood trok haar werk allengs steeds meer aandacht. Dit tot ergernis van haar man, die uit afgunst een deel van haar nagelaten oeuvre vernietigde. Een selectie uit haar werk is tegenwoordig te zien in het Hunterian Museum and Art Gallery in Glasgow en in de Walker Art Gallery in Liverpool.

## Galerij

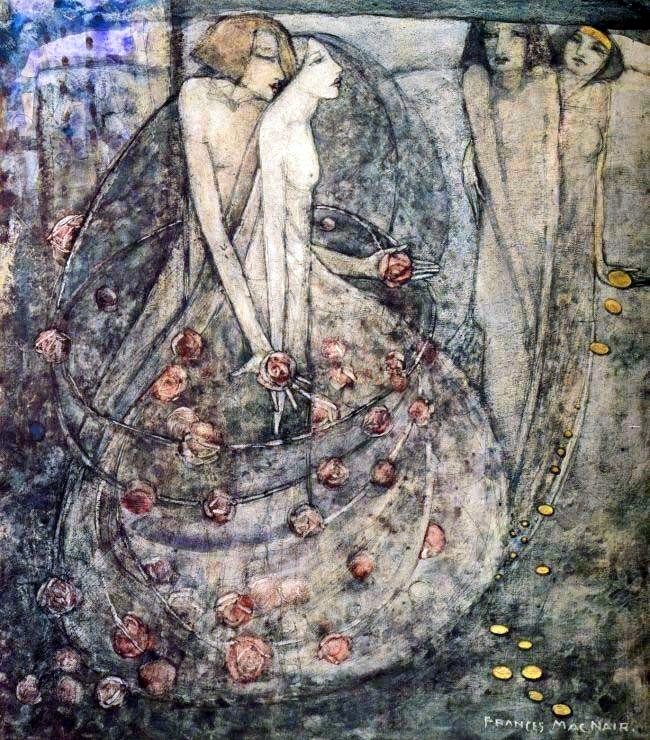
The Choice
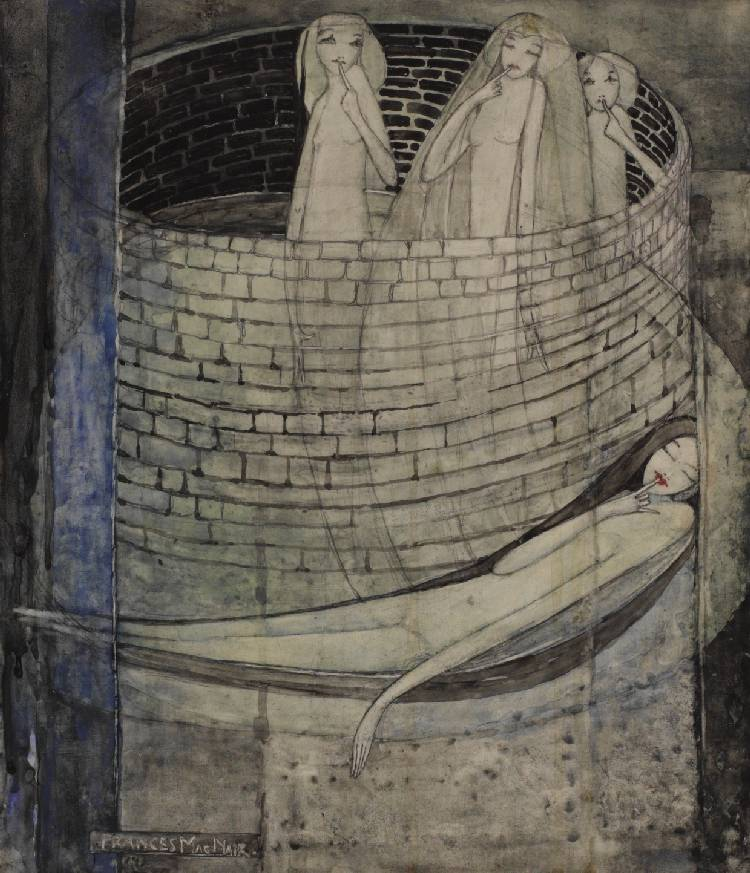
Truth Lies at the Bottom of the Well
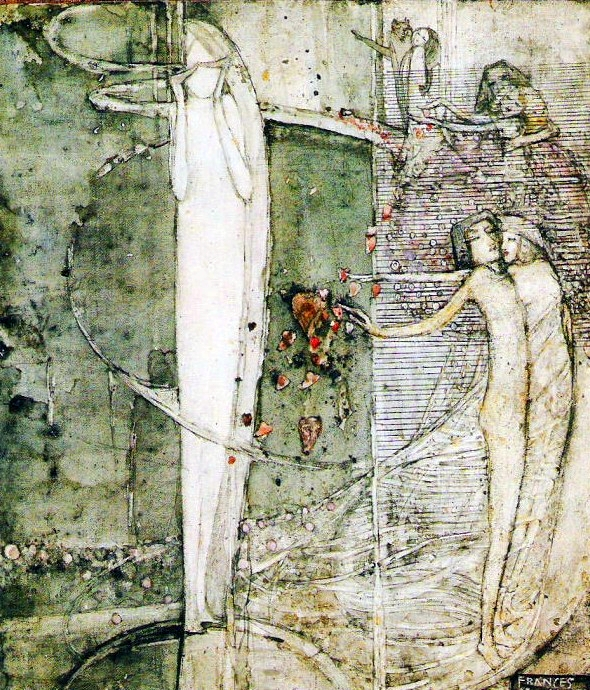
Sleep
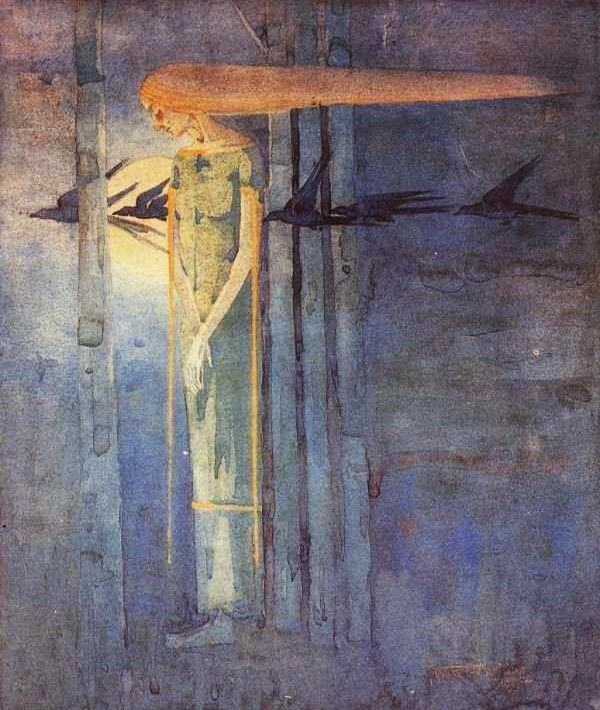
Omen III